# Mamers
 Mamers  es una población y comuna francesa, situada en la región de los Países del Loira, departamento de Sarthe. Es la subprefectura de su distrito y la capital de su cantón. Cada año, el concurso las mejores rillettes sarthoises se celebra en marzo en Mamers.

## Demografía
| 4869 | 5777 | 6392 | 6450 | 6071 | 6084 |
| Para los censos de 1962 a 1999 la población legal corresponde a la población sin duplicidades (Fuente: INSEE [Consultar]) |      |      |      |      |      |

## Municipios limítrofes
|              | Marollette           |                |  |
| Saint-Longis |                      | Suré           |  |
|              | Saint-Rémy-des-Monts | Origny-le-Roux |  |

## Hermanamientos
La ciudad de Mamers está hermanada con :
- Gerolzhofen en Alemania
- Sé en Bénin
- Market-Rasen en Inglaterra

## Mamers en marzo ("Mamers en mars")
En mes de marzo cada año, se celebra en Mamers un festival de películas europeas. Cortos y largometrajes europeos inéditos son presentados en presencia de numerosos profesionales del cine todo en un ambiente festivo y amistoso. 
Este festival se creado en 1990, es como dice "Studio Magazine" el festival pequeño hecho grande, con ahora una participación de 4000 espectadores por edición.

## La hermandad de los Caballeros de las rillettes sarthoises
La hermandad de los Caballeros de las rillettes sarthoises (confrérie des chevaliers des rillettes sarthoises) fue fundada en Mamers el 11 de enero de 1968 por iniciativa de Pierre Leplumey, periodista regional. Los objetivos de la Hermandad de los Caballeros de las Rillettes Sarthoises son: buscar la calidad de las Rillettes Sarthoises, convocando concursos que se efectúan anualmente en Mamers; dar a conocer y mostrar el departamento de la Sarthe —sus paisajes, sus monumentos, su historia y sus productos— y establecer contactos con otras sociedades gastronómicas, buscar buenas recetas culinarias y hacer revivir las antiguas tradiciones locales.

## Personas destacadas
- Joseph Caillaux (1863-1944): figura de la II República, fue presidente del Consejo de Ministros, ministro de las Finanzas y presidente de la Diputación provincial de la Sarthe. Conocido por ser "el padre del impuesto sobre la renta", residió en Mamers hasta su deceso.
- Claude Yvon (1714-1791): teólogo y enciclopedista francés.